# Guillestre
Guillestre je naselje in občina v jugovzhodnem francoskem departmaju Hautes-Alpes regije Provansa-Alpe-Azurna obala. Leta 2006 je naselje imelo 2.247 prebivalcev.

## Geografija
Kraj leži v pokrajini Daufineji na planoti nad sotesko reke Guil, 35 km južno od Briançona. Je izhodiščna točka za vzpone na col de l'Izoard, col de Vars in col Agnel. 

## Administracija
Guillestre je sedež istoimenskega kantona, v katerega so poleg njegove vključene še občine Ceillac, Eygliers, Mont-Dauphin, Réotier, Risoul, Saint-Clément-sur-Durance, Saint-Crépin in Vars s 5.461 prebivalci.
Kanton je sestavni del okrožja Briançon.